# Nevermind, It's an Interview
Nevermind, It's an Interview är en intervju-CD och ett livealbum med Nirvana, släppt under 1992. Albumet släpptes enbart i marknadsföringssyfte och lanserades därför aldrig officiellt i butiker. Nevermind, It's an Interview producerades av Kurt St. Thomas och Troy Smith och intervjuerna spelades in med Nirvana den 12 januari 1992, samma kväll som de uppträdde på Saturday Night Live för första gången. Eftersom albumet släpptes i en begränsad upplaga har de blivit samlarobjekt.

## Låtlista
| Nr           | Titel                             | Längd |
| ------------ | --------------------------------- | ----- |
| 1.           | Nevermind It's an Interview, Pt.1 | 17:42 |
| 2.           | Nevermind It's an Interview, Pt.2 | 18:14 |
| 3.           | Nevermind It's an Interview, Pt.3 | 17:47 |
| Total längd: | Total längd:                      | 53:43 |

### Låtar som spelas på albumet

#### Nevermind It's an Interview, Pt.1
- "Breed"
- "Stay Away"
- "School"
- "Mr. Moustache"
- "Sifting"
- "In Bloom"
- "Spank Thru"
- "Floyd the Barber"
- "Scoff"
- "Love Buzz"
- "About a Girl" (liveversion)
- "Dive"
- "Sliver"
- "Aneurysm" (liveversion)

#### Nevermind It's an Interview, Pt.2
- "Lithium"
- "Even in His Youth"
- "Drain You" (liveversion)
- "Something in the Way"
- "Come as You Are"
- "Polly"
- "In Bloom"
- "Smells Like Teen Spirit"
- "On a Plain" (liveversion)
- "Stay Away"
- "Endless, Nameless"

#### Nevermind It's an Interview, Pt.3
- "Molly's Lips" (liveversion)
- "Stain"
- "School" (liveversion)
- "Big Cheese"
- "Been a Son"
- "Territorial Pissings"
- "Smells Like Teen Spirit"